# Indistinguabilité calculatoire
En informatique fondamentale, l’indistinguabilité calculatoire permet d’exprimer la similarité de deux distributions de probabilités en prenant en compte des notions de complexité algorithmique. On dit que deux distributions de probabilités sont calculatoirement indistinguables s’il n’existe pas d’algorithme efficace qui puisse les discerner de manière significative.
Elle peut être vue comme une relaxation de la notion d’indistinguabilité statistique, dont les définitions coïncident lorsque la puissance de calcul des algorithmes cherchant à distinguer les deux distributions n’est plus limitée. On peut alors voir que la notion d’efficacité du distingueur peut être définie de différentes manières, amenant un spectre de définitions plus ou moins fortes.
En cryptologie et en complexité algorithmique, l’efficacité du distingueur est souvent définie comme celle d'un algorithme (possiblement probabiliste) terminant en temps polynomial, décrite dans le modèle des machines de Turing.

## Définition
Deux familles de distributions {\displaystyle (D_{n})_{n\in \mathbb {N} }} et {\displaystyle (E_{n})_{n\in \mathbb {N} }} sont calculatoirement indistinguables si tout algorithme probabiliste en temps polynomial {\displaystyle {\mathcal {A}}} possède un avantage négligeable en fonction de {\displaystyle n} pour distinguer les distributions {\displaystyle D_{n}} et {\displaystyle E_{n}}.
Autrement dit, pour tout exposant {\displaystyle k\in \mathbb {N} }, il existe une borne {\displaystyle N\in \mathbb {N} } telle que pour tout indice {\displaystyle n\geq N} on ait
{\displaystyle {\mathsf {Adv}}_{\mathcal {A}}(n)=\left|\Pr _{x\gets D_{n}}[{\mathcal {A}}(x)=1]-\Pr _{x\gets E_{n}}[{\mathcal {A}}(x)=1]\right|\leq {\frac {1}{n^{k}}}.}